# Towarzystwo emerytalne
Towarzystwo emerytalne – w Polsce instytucja finansowa będąca spółką akcyjną, powołana specjalnie do tego, aby zarządzać funduszem emerytalnym oraz go reprezentować, jako jego organ. Zatrudnia specjalistów, którzy inwestują pieniądze zgromadzone przez członków danego funduszu. 

## Rodzaje i działalność towarzystw emerytalnych w Polsce
W Polsce istnieją dwa rodzaje towarzystw emerytalnych:
- powszechne towarzystwo emerytalne  — zarządzające otwartym lub dobrowolnym funduszem emerytalnym
- pracownicze towarzystwo emerytalne — zarządzające pracowniczym funduszem emerytalnym[2].

Towarzystwo emerytalne jest organem funduszu emerytalnego. Może działać wyłącznie w formie spółki akcyjnej. Licencję na działanie  wydaje towarzystwu emerytalnemu Komisja Nadzoru Finansowego. Zadaniem towarzystwa jest wyłącznie tworzenie i zarządzanie funduszami emerytalnymi oraz ich reprezentowanie wobec osób trzecich. Towarzystwo może zarządzać tylko jednym funduszem, wyjątkiem jest sytuacja, w której nastąpiło przejęcie przez towarzystwo zarządzania innym funduszem albo połączenia towarzystw. Władzami towarzystwa są: zarząd, rada nadzorcza i walne zgromadzenie akcjonariuszy.